# Respiració profunda
La respiració profunda (també coneguda com a respiració diafragmàtica) és una sèrie d'exercicis per desprendre les secrecions de les vies respiratòries, i així permetre que la tos es pugui eliminar, deixant així el pas d'aire lliure. És recomanable repetir-ho diferents cops al dia.

## Procediments
El procediment per fer la respiració profunda és el següent:
Tancar finestres per evitar els corrents d'aire i la dispersió de la pols. Regular la calefacció i córrer una cortina per a mantenir la intimitat del pacient. Aleshores, fer els següents procediments: portar el material necessari a l'habitació, rentar-se les mans i posar-se guants, si es creu necessari. Asseure's en una cadira o en el llit, amb l'ajut d'uns coixins. Si la sedestació està contraindicada, posar-se en moviment de decúbit supí amb els genolls flexionats. Si es pateix dolors, quinze minuts abans de realitzar els exercicis caldrà administrar-se els seus analgèsics prescrits. Observar el seu tòrax i l'abdomen i treure-li les peces que li puguin fer nosa.
Si s'està recentment operat, caldrà que es mantingui immòbil la zona d'incisió mentre s'extreuen les secrecions i també quan respira.
Inclinar-se lleugerament cap endavant i fer unes quantes respiracions profundes i lentes, inspirant pel nas i expirant per la boca. Repetir com a màxim quatre cops. Parar si se sent un malestar. Si es té ganes de tossir, s'ha de subjectar mentre expectora. Un cop acabat el tractament d'aquell dia, estirar-se al llit.